# Berzosa del Lozoya
Berzosa del Lozoya – niewielka miejscowość w Hiszpanii w północnej części wspólnoty autonomicznej Madryt. Liczy 226 mieszkańców i posiada jedno przedszkole publiczne. We wsi znajdują się liczne gospodarstwa agroturystyczne.